# Myodopsylla tropica
Myodopsylla tropica är en loppart som beskrevs av Mendez et Lemke 1979. Myodopsylla tropica ingår i släktet Myodopsylla och familjen fladdermusloppor. Inga underarter finns listade i Catalogue of Life.